# Bernard Schmetz
Bernard Schmetz, född 21 mars 1904 i Orléans, död 11 juni 1966 i Paris, var en fransk fäktare.
Schmetz blev olympisk guldmedaljör i värja vid sommarspelen 1932 i Los Angeles.